# Baigorrita
Baigorrita is een plaats in het Argentijnse bestuurlijke gebied General Viamonte in de provincie Buenos Aires. De plaats telt 1.862 inwoners.